# FIFA (serie)

Logo della serie FIFA

FIFA è una serie di videogiochi di calcio fuori produzione sviluppata da EA Vancouver e EA Romania e pubblicata da Electronic Arts. Sin dal primo capitolo, uscito nel 1993, la serie ha privilegiato una giocabilità immediata rispetto a una simulazione più realistica, anche se questa tendenza è cambiata a partire dal 2003 con l'arrivo di Pro Evolution Soccer, serie concorrente prodotta da Konami, su computer.
La serie è stata spesso criticata per la sua staticità: grazie al suo indiscusso dominio nel settore, ha potuto permettersi di concentrarsi in ogni nuova edizione del gioco più su aggiornamenti nelle rose e novità nell'implementazione grafica che su miglioramenti generali nel sistema di gioco, a scapito della giocabilità che quindi risentiva di problemi più o meno gravi di bilanciamento e d'intelligenza artificiale che di fatto imponevano stili di gioco fissi, impedendo all'utente l'uso di tattiche personali.
La presenza delle licenze ne ha fatto uno dei videogiochi calcistici più venduti al mondo e probabilmente il più famoso videogioco di calcio di sempre: a novembre 2010 l'editore ha dichiarato di aver superato i 100 milioni di copie vendute. A febbraio 2021 la serie ha raggiunto la quota di 325 milioni di copie vendute.
Nel 2023, a seguito della chiusura dell'accordo tra EA e FIFA, non viene pubblicato nessun gioco della serie. EA pubblica invece EA Sports FC 24, primo gioco della nuova serie di videogiochi di calcio di EA.

## Storia
Il punto chiave del successo del primo FIFA fu la vista isometrica del campo da gioco (quando tutti gli altri giochi usavano viste verticali o "Birdeye"), grafica dettagliata e animazioni e naturalmente, l'approvazione FIFA (anche se, nonostante questa approvazione, non è stato possibile adottare i nomi reali dei giocatori). Il prodotto è stato presentato per il Natale 1993 col nome di FIFA International Soccer ed era compatibile con le maggiori piattaforme attive del tempo (sia console che PC). L'edizione dell'anno successivo, FIFA Soccer 95, non aggiunse molto se non la possibilità di utilizzare i club. Fu FIFA Soccer 96 a rivoluzionare la serie: per la prima volta nel gioco comparivano i nomi reali dei giocatori; per il PC, 32X e Sega Saturn questa versione utilizzava il Virtual Stadium (con cui i giocatori si muovevano su di uno sfondo tridimensionale). In FIFA 97 furono utilizzati modelli poligonali come base per la creazione dei giocatori e per la prima volta fu introdotta la modalità di gioco "calcio indoor". Il picco fu raggiunto con FIFA: Road to World Cup 98. Questa versione comprendeva un'edizione completa della Coppa del Mondo, comprese le qualificazioni (includendo tutte le squadre nazionali registrate alla FIFA), e il sistema di gioco era stato ampiamente migliorato. Mesi dopo, World Cup 98, il primo torneo EA con licenza ufficiale, ebbe un supporto grafico migliorato (3dfx e, tramite patch, Direct3D); inoltre ogni squadra fu dotata della propria divisa ufficiale (tranne quelle dei portieri, che erano divise generiche).
Le uscite degli anni seguenti subirono invece notevoli critiche: gli utenti si lamentavano delle poche modalità di gioco, dei bug che non erano stati risolti e dei pochi miglioramenti da un titolo all'altro. In questo periodo (1999-2002) un calo della popolarità ha investito i giochi della serie FIFA proprio per questi motivi, anche se l'assenza di rivali forti nel settore garantiva comunque un certo successo. In seguito l'aumento della diffusione delle console e la sfida diretta da parte di rivali come Pro Evolution Soccer presentato da Konami (conosciuto come Winning Eleven in Giappone e negli Stati Uniti) iniziò a incrinare il primato di FIFA. Sia FIFA che Pro Evolution Soccer ebbero un notevole seguito, anche se FIFA continuò a dominare il mercato europeo. Con FIFA Football 2003 EA, spronata verso il miglioramento del gioco, fece un salto di qualità determinante e un anno dopo, con la versione del 2004, incluse in FIFA una nuova modalità di gioco denominata Football Fusion che permetteva ai possessori di FIFA Football 2004 e TCM 2004 di unire i due giochi. Quando Konami annunciò che Pro Evolution Soccer 3 sarebbe arrivato su PC, EA raddoppiò gli sforzi per far rivivere la serie.
Negli anni successivi, sia FIFA, sia Pro Evolution Soccer suscitarono grande interesse ma FIFA godé di un volume delle vendite sostanzialmente più alto rispetto a Pro Evolution Soccer. Con l'uscita di FIFA 10, la serie PES è stata superata nelle vendite in Europa. Da FIFA 11 in poi i capitoli della serie hanno subito dei miglioramenti anche a livello grafico rispetto alle precedenti edizioni.
Nel 2022 EA Sports annuncia di non essere riuscita a raggiungere un accordo con la FIFA sui costi di licenza per l'utilizzo del marchio, dunque il contratto tra le due società si è concluso definitivamente dopo 29 anni e FIFA 23 è stato così l'ultimo capitolo della serie FIFA. EA Sports continuerà a pubblicare giochi calcistici con il nuovo nome EA Sports FC, mentre la FIFA ha annunciato di voler stringere una partnership con altri sviluppatori per realizzare un nuovo gioco con il nome FIFA che uscirà nel 2024. Nessun videogioco della serie è stato pubblicato il 2023, mentre EA ha pubblicato EA Sports FC 24.

## Serie principale
| Gioco                      | Data di uscita | Dispositivi supportati | Telecronaca italiana | Commento tecnico |
| -------------------------- | -------------- | --- | -------------------- | ---------------- |
| FIFA International Soccer  | 1993           | Sega Mega Drive/Genesis, Master System, Mega CD, Game Gear, SNES, DOS, Amiga, 3DO, Game Boy e Microsoft Windows                                             | non presente         | non presente     |
| FIFA Soccer 95             | 1994           | Sega Mega Drive/Genesis e Game Gear | non presente         | non presente     |
| FIFA Soccer 96             | 1995           | Sega Mega Drive/Genesis, Sega 32X, SNES, MS-DOS, Sega Saturn, PlayStation, Game Gear e Game Boy                                                             | non presente         | non presente     |
| FIFA 97                    | 1996           | Sega Mega Drive/Genesis, SNES, DOS/Windows, Sega Saturn, PlayStation e Game Boy                                                                             | non presente         | non presente     |
| FIFA: Road to World Cup 98 | 1997           | SNES e Sega Mega Drive (PAL), Windows, Sega Saturn, PlayStation, Game Boy e Nintendo 64                                                                     | Giacomo Bulgarelli   | Massimo Caputi   |
| FIFA 99                    | 1998           | Windows, PlayStation, Game Boy Color e Nintendo 64 | Giacomo Bulgarelli   | Massimo Caputi   |
| FIFA 2000                  | 1999           | Windows, PlayStation e Game Boy Color | Giacomo Bulgarelli   | Massimo Caputi   |
| FIFA 2001                  | 2000           | Windows, PlayStation e PlayStation 2 | Giacomo Bulgarelli   | Massimo Caputi   |
| FIFA Football 2002         | 2001           | Windows, PlayStation, PlayStation 2 e Nintendo GameCube | Giacomo Bulgarelli   | Massimo Caputi   |
| FIFA Football 2003         | 2002           | Windows, Game Boy Advance, Xbox, PlayStation, PlayStation 2, Nintendo GameCube e telefono cellulare                                                         | Bruno Longhi         | Giovanni Galli   |
| FIFA Football 2004         | 2003           | Xbox, Nintendo GameCube, PlayStation, PlayStation 2, Windows, Game Boy Advance, N-Gage e telefono cellulare                                                 | Bruno Longhi         | Giovanni Galli   |
| FIFA Football 2005         | 2004           | PlayStation, PlayStation 2, Windows, Xbox, Nintendo GameCube, Game Boy Advance, N-Gage e Gizmondo                                                           | Bruno Longhi         | Giovanni Galli   |
| FIFA 06                    | 2005           | Game Boy Advance, GameCube, telefono cellulare, Nintendo DS, PlayStation 2, PlayStation Portable, Windows e Xbox                                            | Bruno Longhi         | Aldo Serena      |
| FIFA 07                    | 2006           | Windows, Nintendo DS, GameCube, PlayStation 2, Xbox, Game Boy Advance, PlayStation Portable e telefono cellulare e Xbox 360                                 | Fabio Caressa        | Giuseppe Bergomi |
| FIFA 08                    | 2007           | Xbox 360, PlayStation 3, Wii, PlayStation 2, PlayStation Portable, Nintendo DS, Windows, Game Boy Advance, Nintendo GameCube, telefono cellulare e N-Gage   | Fabio Caressa        | Giuseppe Bergomi |
| FIFA 09                    | 2008           | Xbox 360, PlayStation 3, Wii, PlayStation 2, PlayStation Portable, Nintendo DS, Windows, telefoni cellulari e N-Gage                                        | Fabio Caressa        | Giuseppe Bergomi |
| FIFA 10                    | 2009           | Windows, PlayStation 3, PlayStation 2, PlayStation Portable, Xbox 360, Wii, Nintendo DS, N-Gage, iOS e telefono cellulare                                   | Fabio Caressa        | Giuseppe Bergomi |
| FIFA 11                    | 2010           | PlayStation 2, PlayStation 3, Xbox 360, Wii, Windows, Nintendo DS, PlayStation Portable, iPhone e iPad                                                      | Fabio Caressa        | Giuseppe Bergomi |
| FIFA 12                    | 2011           | PlayStation 3, Xbox 360, Windows, Wii, PlayStation Portable, PlayStation 2, telefono cellulare, iPhone, iPad, Android, Nintendo 3DS, PlayStation Vita e Mac | Fabio Caressa        | Giuseppe Bergomi |
| FIFA 13                    | 2012           | PlayStation 3, Xbox 360, Windows, Wii U, PlayStation 2, Nintendo 3DS, Wii, PlayStation Vita, PlayStation Portable, iOS e Android                            | Fabio Caressa        | Giuseppe Bergomi |
| FIFA 14                    | 2013           | PlayStation 3, Xbox 360, Wii, Windows, PlayStation 2, Nintendo 3DS, PlayStation Vita, PlayStation Portable, iOS, Android, Xbox One e PlayStation 4          | Fabio Caressa        | Giuseppe Bergomi |
| FIFA 15                    | 2014           | PlayStation 3, Xbox 360, Wii, Windows, Nintendo 3DS, PlayStation Vita, Xbox One, PlayStation 4 e Android                                                    | Pierluigi Pardo      | Stefano Nava     |
| FIFA 16                    | 2015           | PlayStation 3, Xbox 360, Windows, PlayStation 4, Xbox One, iOS e Android                                                                                    | Pierluigi Pardo      | Stefano Nava     |
| FIFA 17                    | 2016           | PlayStation 3, Xbox 360, Windows, PlayStation 4, Xbox One, iOS e Android                                                                                    | Pierluigi Pardo      | Stefano Nava     |
| FIFA 18                    | 2017           | PlayStation 3, Xbox 360, Windows, PlayStation 4, Xbox One e Nintendo Switch                                                                                 | Pierluigi Pardo      | Stefano Nava     |
| FIFA 19                    | 2018           | PlayStation 3, Xbox 360, Windows, PlayStation 4, Xbox One e Nintendo Switch                                                                                 | Pierluigi Pardo      | Stefano Nava     |
| FIFA 20                    | 2019           | Windows, PlayStation 4, Xbox One e Nintendo Switch | Pierluigi Pardo      | Stefano Nava     |
| FIFA 21                    | 2020           | Windows, PlayStation 4, PlayStation 5, Xbox One, Xbox Series X e Series S, Nintendo Switch e Google Stadia                                                  | Pierluigi Pardo      | Stefano Nava     |
| FIFA 22                    | 2021           | Windows, PlayStation 4, PlayStation 5, Xbox One, Xbox Series X e Series S, Nintendo Switch e Google Stadia                                                  | Pierluigi Pardo      | Daniele Adani    |
| FIFA 23                    | 2022           | Windows, PlayStation 4, PlayStation 5, Xbox One, Xbox Series X e Series S, Nintendo Switch e Google Stadia                                                  | Pierluigi Pardo      | Daniele Adani    |

## Spin-off

### Europei e Mondiali
| Gioco               | Anno | Dispositivi supportati | Telecronaca italiana | Commento tecnico |
| ------------------- | ---- | --- | -------------------- | ---------------- |
| World Cup 98        | 1998 | Windows, PlayStation, Nintendo 64 e Game Boy                                                                                        | Giacomo Bulgarelli   | Massimo Caputi   |
| UEFA Euro 2000      | 2000 | Windows, PlayStation e Game Boy Color                                                                                               | Giacomo Bulgarelli   | Massimo Caputi   |
| 2002 FIFA World Cup | 2002 | PlayStation 2, Xbox, Windows, PlayStation e Nintendo GameCube                                                                       | Giacomo Bulgarelli   | Massimo Caputi   |
| UEFA Euro 2004      | 2004 | PlayStation 2, Xbox e Windows | Bruno Longhi         | Giovanni Galli   |
| 2006 FIFA World Cup | 2006 | Game Boy Advance, Nintendo GameCube, Nintendo DS, Xbox, Windows, PlayStation 2, Xbox 360, telefono cellulare e PlayStation Portable | Fabio Caressa        | Giuseppe Bergomi |
| UEFA Euro 2008      | 2008 | PlayStation 2, PlayStation 3, PlayStation Portable, Xbox 360, Windows e telefono cellulare                                          | Fabio Caressa        | Giuseppe Bergomi |
| 2010 FIFA World Cup | 2010 | PlayStation 3, Xbox 360, PlayStation Portable, Wii e iOS                                                                            | Fabio Caressa        | Giuseppe Bergomi |
| UEFA Euro 2012      |      | PlayStation 3, Xbox 360, Microsoft Windows                                                                                          | Fabio Caressa        | Giuseppe Bergomi |
| 2014 FIFA World Cup | 2014 | PlayStation 3 e Xbox 360 | Fabio Caressa        | Giuseppe Bergomi |

### FIFA Street
| Gioco         | Anno | Dispositivi supportati                                                                         |
| ------------- | ---- | ---------------------------------------------------------------------------------------------- |
| FIFA Street   | 2005 | PlayStation 2, Xbox e Nintendo GameCube                                                        |
| FIFA Street 2 | 2006 | PlayStation 2, PlayStation Portable, Xbox, Nintendo DS, Nintendo GameCube e telefono cellulare |
| FIFA Street 3 | 2008 | PlayStation 3, Xbox 360 e Nintendo DS                                                          |
| FIFA Street   | 2012 | PlayStation 3 e Xbox 360                                                                       |

### EA Sports FC Mobile
| Gioco               | Anno | Dispositivi supportati |
| ------------------- | ---- | ---------------------- |
| EA Sports FC Mobile | 2016 | iOS, Android e Windows |

### UEFA Champions League
| Gioco                           | Anno | Dispositivi supportati                                  |
| ------------------------------- | ---- | ------------------------------------------------------- |
| UEFA Champions League 2004-2005 | 2005 | Gamecube, PlayStation 2, Xbox e Windows                 |
| UEFA Champions League 2006-2007 | 2007 | PlayStation 2, PlayStation Portable, Xbox 360 e Windows |

### The F.A. Premier League Stars
| Gioco                              | Anno | Console               |
| ---------------------------------- | ---- | --------------------- |
| The F.A. Premier League Stars 2000 | 2000 | PlayStation e Windows |
| The F.A. Premier League Stars 2001 | 2001 | PlayStation e Windows |